# Elaphoglossum beckeri
Elaphoglossum beckeri är en träjonväxtart som beskrevs av Alexander Curt Brade. Elaphoglossum beckeri ingår i släktet Elaphoglossum och familjen Dryopteridaceae. Inga underarter finns listade.